# Klaudia Bułgakow
Klaudia Bułgakow (ur. 1982 w Warszawie) – polska paralotniarka. W 2013 roku została mistrzynią świata na XIII Paralotniowych Mistrzostwach Świata. Wielokrotna mistrzyni Polski wśród kobiet.

## Życiorys
Uprawiała łyżwiarstwo figurowe, tenis i narciarstwo. Latać na paralotni zaczęła w 1999 roku. W zawodach startuje od 2000 roku. W 2005 roku została powołana do kadry narodowej. W latach 2011–2021 była mistrzynią i wicemistrzynią Polski w paralotniarstwie. W 2013 roku wygrała XIII Paralotnicze Mistrzostwa Świata w Sopocie w Bułgarii. W latach 2010–2011 prezydent Womens Paraglding Association. Jest członkinią Warszawskiego Klubu Paralotniowego „Tęcza”. Pisała artykuły do wydawanego w latach 2011–2019 czasopisma paralotniarskiego Vario. Ukończyła kurs instruktorski w Salzburskim Związku Instruktorów Narciarstwa i Snowboardu i od 2000 roku pracowała jako instruktor w szkołach narciarskich w Austrii i Szwajcarii.
Jest absolwentką teologii na  Akademii Teologicznej w Warszawie. Studiowała na Wydziale Teologicznym Uniwersytetu w Bernie w Szwajcarii.
W 2019 roku Martin Smekal nakręcił o niej film dokumentalny You never know. Zdjęcia do filmu powstawały w okresie 4 lat, a autorzy towarzyszyli Bułgakow w lotach na całym świecie.

## Sukcesy sportowe
- 2011[13], 2012[14], 2013[15], 2014[16], 2016[17], 2018[18], 2019[19], 2021[20] – mistrzostwo Polski
- 2015 – wicemistrzostwo Polski[21]
- 2013 – mistrzostwo świata[4]
- 2016 – wicemistrzostwo Europy (PG European Champions)[22]

## Nagrody
- 2013 – nominowana do nagrody Kryształki Zwierciadła za „niezłomność i za prawdziwą pasję”[23]. Nagroda jest przyznawana od 2008 roku przez Zwierciadło młodym osobom, które już osiągnęły sukces, ale dalej się rozwijają[24].